# Albert Girós
Albert Girós (Barcelona, 1954) és un artista català dedicat a diverses categories artístiques, com ara la pintura, l'escultura, la instal·lació o la fotografia.
Va estudiar a la Universitat Autònoma de Barcelona i al taller d'escultura del mestre J. Català, Girós va començar a treballar el 1974, entre les quals s'hi inclouen la pintura, l'escultura, la instal·lació o la fotografia. En general, el seu treball mostra una predisposició artística cap a les creacions paraescultòriques basades en l'extracció directa dels elements des de la naturalesa; i a la vegada, aquests són exposats cap a la mateixa relació amb l'entorn natural o artificial, exigint-se una obertura del clàssic espai tancat de l'exposició cap als exteriors propis del sol i la lluna. La interacció entre llum i terra, entre els moviments de l'astre i el seu reflex sobre les matèries primeres, són protagonistes inesquivables de les seves obres. Ell mateix descriu així la seva manera d'entendre l'art:
| «                     | L'artista ordena el món per a comprendre'l i explicar-lo; per a comprendre's i explicar-se. I el seu artifici, la seva escultura, el seu poema, la seva obra, segueixen formant part de la naturalesa en canvi permanent. | » |
| — Albert Girós – 2004 | |   |

| «               | Albert Girós entén el fenomen de la llum com un ens essencialment reproductor. La llum de més forta projecció, la solar, reprodueix al seu pas, arcades i tanques del camí o arbres, és a dir buits i cossos, però també transporta aire, travessa vidres, dispara reflexos. Girós no fa més que materialitzar aquesta vida fecunda de la llum. | » |
| — Teresa Blanch | |   |

## Obra
L'any 1982, Albert Girós va exposar a l'Espai 10 de la Fundació Joan Miró, sota el tema "Espai-Llum-Material-Temps". En aquesta exposició, seguint amb la seva línia intentava exposar la seva idea de “la solidificació de la llum”. La mostra, que va romandre oberta al públic entre el 20 de gener i el 14 de febrer d'aquell any, era un exercici de paraescultura per part de l'artista, ja que les obres que va presentar materialitzaven la llum natural i la llum artificial que il·luminaven l'espai expositiu tal com es reflectien a terra en determinats moments del dia.
Algunes de les escultures que va presentar en aquesta exposició van ser:
- «Llum de pluja», finestral a la tardor.
- «Con de pedres», estructura de ferro i pissarres.
- «Cons de fusta», fusta i encenalls.
- «Llum de terra»

Al mes següent, va participar amb altres autors a "Quaderns de viatge" (de 09/03/1982 al 03/04/1982).
Altres exposicions:
- 1974 - Art Actual, Gallery AS, Barcelona
- 1975 - Exposició Internacional d'Art, Eivissa
- 1976 - Albert Girós: 5 actions in 10 days, Eivissa
- 1978 - Albert Girís: Black paintings, Gallery Owl & Pussycat, Eivissa
- 1978 - Instal·lació, Espai B5-125, Universitat Autònoma de Barcelona
- 1978 - Instal·lació, Museu d'art contemporani, Eivissa
- 1979 - Comunication: Relation Linear Structures (amb Toni Cardona i Ricardo Roux), Eivissa
- 1980 - Memòria, Museu d'art contemporani, Eivissa
- 1982 - Espai-Llum-Material.Temps, Espai 10, Fundació Joan Miró, Barcelona
- 1983 - Landscape, Escola Illa, Sabadell
- 1984 - Cista de Reus, Escola Taler d'Art, Reus
- 1984 - E (projecte E-R-A), Castellvell del Camp, Tarragona
- 1988 - Biennal Jove Pintura Contemporània, Barcelona
- 1989 - Trama, Sala d'exposicions Fundació Caixa de Pensions, Barcelona (amb Rivka Rinn)
- 1990 - My End is My Beginning, Centre d'Art Santa Mònica
- 2000 - Paintings, video & sculptures', Museu d'art contemporani, Eivissa
- 2004 - Siggraph 2004, Galeria Synaesthesia, Los Angeles